# Svetoslav Suronja
Svetoslav Suronja (pronunciación en croata: [sʋětoslaʋ sǔːroɲa]: ), fue Rey de Croacia entre 997 y 1000. Perteneciente a la dinastía Trpimirović,  reinó con la ayuda de su ban, Varda. Juan el Diácono (d. 1009) le llamó "Surinja" (en latín: "Surigna"), adoptado en la historiografía croata como "Suronja", significando "hombre oscuro" o "hombre frío", probablemente debido a su temperamento. Era el hijo mayor de rey Stjepan Držislav, del que recibió el título de duque, y del que fue designado sucesor.

## Biografía

### Rebelión
Tras la muerte de su padre, sus hermanos Krešimir III y Gojslav empezaron a organizar una rebelión contra él ya que Svetoslav se negó a compartir el poder. Los hermanos habían pedido ayuda al emperador búlgaro Samuel, incluso aunque el emperador estaba en guerra con el Imperio bizantino. En la guerra, los bizantinos contaban con el apoyo de Venecia y Svetoslav Suronja, que continuaba con la política de su padre. Samuel aceptó la invitación de los rebeldes y atacó Croacia en 998, lo que dio comienzo a la última de las tres guerras búlgaro-croatas. En su ataque conquistó toda la Dalmacia croata hasta Zadar tras lo que regresó a Bulgaria a través de Bosnia. Samuel entregó todo el territorio conquistado a Krešimir y Gojslav. A partir de estos territorios y con más apoyo búlgaro, los hermanos derrocaron a su hermano y se convirtieron en los gobernantes de Croacia.

### Guerra con Venecia
El reinado de Svetoslav fue particularmente desagradable para las ciudades dálmatas, ya que fueron ocasionalmente saqueadas por sus seguidores. Las ciudades pidieron ayuda a la República veneciana en otoño de 999, lo que animó a los venecianos a pactar con el Imperio bizantino para asegurarse el control de las ciudades. Usando estos hechos como casus belli, el Dux Pietro II Orseolo lanzó una campaña en Dalmacia contra Croacia en 1000. En el mes de mayo, Croacia perdió las islas Cres, Lošinj, Krk y Rab frente a los venecianos, que fue finalmente recibido en Zadar y reconocido como su señor. Svetoslav envió delegados para ofrecer paz a la ciudad, pero el Dux declinó la oferta y decidió proseguir su campaña. Desde esa base, los venecianos conquistaron la isla de Pašman y, tras negociaciones, la ciudad de Biograd.
Un descendiente de Svetoslav, Dmitar Zvonimir, se convertiría en el rey croata en 1074.